# U-Bahnhof Richard-Strauss-Straße
Der U-Bahnhof Richard-Strauss-Straße ist ein Bahnhof der Münchner U-Bahn. Er wurde am 27. Oktober 1988 eröffnet und liegt im Stadtteil Bogenhausen. Er ist einer der wenigen Bahnhöfe mit Seitenbahnsteigen.
Da die Decke über den Gleisen aus Beton ist und schlecht ausgeleuchtet ist, wirkt er düster. Die Decke über den Bahnsteigen ist aus Aluminium-Lamellen und zu den Gleisen nach unten gebogen, woran die Lichtbänder befestigt sind. Die Wände bestehen aus Steinplatten, die das Licht aber nicht reflektieren, und die Säulen bestehen aus Beton. Der Boden ist mit groben Isarkiesel-Motiv ausgelegt. Am südlichen Ende führen Roll- und Festtreppen in ein Sperrengeschoss und weiter zur Richard-Strauss-Straße. Am anderen Ende erreicht man zudem noch über einen Lift ein Sperrengeschoss und weiter ebenfalls die Richard-Strauss-Straße. Der Aufgang zur Kreuzung Denninger/Richard-Strauss-Straße wurde im Zuge des Baus des Richard-Strauss-Tunnels abgerissen, was man an der unterschiedlichen Färbung der Wandverkleidung erkennen kann.
| Linie | Linienverlauf |
| ----- | --- |
| U4    | Westendstraße – (806 m) – Heimeranplatz – (671 m) – Schwanthalerhöhe – (927 m) – Theresienwiese – (711 m) – Hauptbahnhof – (521 m) – Karlsplatz (Stachus) – (811 m) – Odeonsplatz – (933 m) – Lehel – (928 m) – Max-Weber-Platz – (791 m) – Prinzregentenplatz – (838 m) – Böhmerwaldplatz – (552 m) – Richard-Strauss-Straße – (756 m) – Arabellapark |